# Balhé a mosodában
A Balhé a mosodában (eredeti címe: The Wash) 2001-es amerikai vígjáték, amelyet DJ Pooh írt és rendezett. A produkció főbb szerepeiben Pooh, Dr. Dre és Snoop Dogg. 2001. november 14-én mutatták be az Egyesült Államokban. Magyarországon a televízión adták le 2004. július 22-én. Habár kritikailag nem aratott osztatlan sikert, kereskedelmileg nyereséges volt a produkció.

## Cselekmény
Sean és Dee Loc lakótársak, akiket a kilakoltatás fenyeget. Sean elvesztette az állását, mert Dee Loc cipőket lopott a munkahelyén. Dee Loc javaslatára jelentkezik az autómosóba, ahol barátja is dolgozik. Bár Dee Locnak megvan a teljes összeg a bérleti díjra, csak a felét hajlandó kifizetni, ezért Seannak meg kell teremtenie az ő részét. Mikor Dee Locot újra lopáson érik, Sean főnöke, Mr Washington, Seanra bízza, hogy kirúgja-e Dee Locot. 
Sean megpróbál felelősségteljes viselkedést tanítani Dee Locnak, de ez további nézeteltérésekhez vezet kettejük között. Mikor két gengszter elrabolja Mr Washingtont, a páros úgy dönt, hogy maguk mentik meg a főnököt. A terv azonban balul sül el, mikor megjelenik egy korábbi alkalmazott, Chris, hogy bosszút álljon Washingtonon, amiért kirúgta. Miután szétlőtte az autómosót, egy biztonsági őrnek sikerül bilincsre vernie. Sean és Dee Loc elsétálnak, és új módot keresnek a bérleti díj kifizetésére.

## Szereplők
| Szerep                 | Színész          | Magyar hangja        |
| ---------------------- | ---------------- | -------------------- |
| Sean                   | Dr. Dre          | Czvetkó Sándor       |
| Dee Loc                | Snoop Dogg       | Dolmány Attila       |
| Mr Washington          | George Wallace   | Barbinek Péter       |
| C-Money                | Lamont Bentley   | Csík Csaba Krisztián |
| Bear                   | Tommy Lister Jr. | Ifj. Jászai László   |
| Dee dílere             | Tommy Chong      | Katona Zoltán        |
| Antoinette             | Angell Conwell   | Kiss Eszter          |
| Michelle               | Kent King        | Hámori Eszter        |
| Dewayne                | Bruce Bruce      | Vári Attila          |
| Kicsi Dee              | Arif S. Kinchen  | Kisfalusi Lehel      |
| Jimmy                  | Alex Thomas      | Bodrogi Attila       |
| Maniac                 | Kurupt           | n.a                  |
| dühös ügyfél           | Ludacris         | n.a                  |
| Norman                 | Shaquille O’Neal | n.a                  |
| férfi a csomagtartóban | Pauly Shore      | n.a                  |
| Wayne                  | Xzibit           | n.a                  |
| Chris                  | Eminem           | n.a                  |

## Fogadtatás

### Kritikai visszhang
A filmet gyengének ítélték a kritikusok. A Rotten Tomatoeson 8%-os minősítést ért el 49 értékelés alapján, az összefoglaló szerint: „A hanyagul elkészített, amatőr és kevés poénnal járó Balhé a mosodában nem hasonlítható Richard Pryor 1976-os Retkes verdák rémei (Car Wash) című filmjéhez.” Lisa Alspector a Chicago Readertől azt írta: „Két lakótárs kezd egymásnak esni, miután az egyik a másik felettesévé válik egy Los Angeles-i autómosóban, és a konfliktus csípősséggel és komolytalansággal játszódik le.” David Segal a Washington Posttól azt írta: „Alig van mit hallgatni, nevetni vagy bámulni.”
A Metacritic 18 pontot adott a 100-ból 15 vélemény alapján. A. O. Scott a New York Timestól azt írta: „Nem egy nagy film (a kis képernyőn sokkal jobban fog működni), de a Dre és Snoop közötti szimpatikus kémia sokat számít.” Gene Seymour a Los Angeles Timestól azt írta: „Egy bunkóművelet, csupa mirigy és hozzáállás, szív és ész nélkül.”

### Bevétel adatai
A Box Office Mojo szerint a film nyereséges volt. A 7 millió dolláros költségvetésből 10 millió dolláros bevételt teremtett.